# Lammer
Lammer är ett vattendrag i Österrike.   Det ligger i förbundslandet Salzburg, i den centrala delen av landet, 250 km väster om huvudstaden Wien.
I omgivningarna runt Lammer växer i huvudsak blandskog. Runt Lammer är det ganska tätbefolkat, med 83 invånare per kvadratkilometer.